# Creeper und Reaper

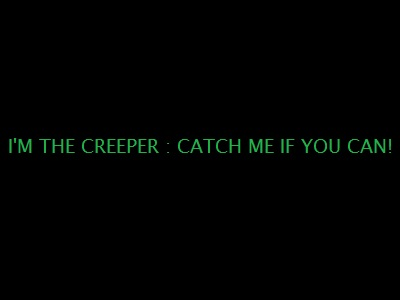
Rekonstruktion des von Creeper angezeigten Textes.

Creeper verbreitete sich Anfang der 1970er Jahre im Arpanet und ist der erste bekannte Computerwurm, bzw. die erste bekannte Malware überhaupt, die sich unkontrolliert verbreitete. Reaper war der zweite bekannte Wurm und hatte den Sinn, Creeper aufzuspüren und zu löschen. Damit war Reaper das erste bekannte Malware-Bekämpfungsprogramm und der erste Helpful Worm (Nematode).
Das Creeper-Experiment gilt daher gleichzeitig als Meilenstein und als Beginn der Computer-Malware.
Im Jahr 2018 war eine Ransomware im Umlauf, die ebenfalls Creeper genannt wurde. Es handelt sich dabei aber um ein Makrovirus.

## Creeper
Der Name Creeper (engl. für „Rankenpflanze“ oder „Wilder Wein“) wurde vermutlich gewählt, da der Wurm sich bildlich gesprochen unkrautartig verbreiten kann. Der ARPANET-Entwickler Bob Thomas experimentierte mit diesem Programm, welches sich selbständig innerhalb eines Netzwerkes von Rechner zu Rechner kopieren konnte. Es wurde für das Betriebssystem Tenex geschrieben. Bei seinen Experimenten setzte Thomas den Wurm fahrlässig im Firmennetzwerk frei. Von dort aus verbreitete sich die erste bekannte Malware der IT-Geschichte über das Arpanet.
Creeper wurde ursprünglich als Sicherheitstest entwickelt, um herauszufinden, ob ein sich selbst replizierendes Programm möglich war. Damit war Creeper auch ein Proof-of-Concept-Wurm. Um eine unkontrollierbare Logikbombe zu verhindern, wurde Creeper so programmiert, dass er sich bei jeder Neuinfektion eines Rechners vom vorherigen Host löschte. Das funktionierte wegen eines Programmierfehlers aber nur teilweise.
1971 geriet Creeper dann in Umlauf und grassierte wie eine Seuche im ARPANET. Der an und für sich harmlose Netzwerkwurm erwies sich als extrem lästig. Das Experiment war außer Kontrolle geraten. Nach kurzer Zeit war das komplette Tenex-Netzwerk der Firma betroffen.
Bei befallenen Systemen erscheint eine Nachricht auf dem Monitor:
```
I'M THE CREEPER : CATCH ME IF YOU CAN!
```

Das konnte bei wiederholter Neuinfektion auch mehrmals innerhalb kurzer Zeit passieren. Creeper störte so nahezu alle anfälligen Rechner im Netzwerk.
Der Quellcode von Creeper ist nicht erhalten. Es handelte sich aber um ein denkbar einfaches Programm, da zeitgemäße Rechner noch nicht auf Systemsicherheit ausgelegt waren.

## Reaper
Das Programm Reaper (engl. für „Sensenmann“) wurde einige Monate später von Ray Tomlinson geschrieben. Tomlinson wurde später als der Erfinder der E-Mail bekannt.
Nachdem das Team um Ray Tomlinson verschiedene Ideen abgewägt hatte, schien Reaper die einfachste und effektivste Methode, um Creeper endgültig wieder auszumerzen.
Reaper war ebenfalls ein Netzwerkwurm, jedoch ein sogenannter Nematode oder Helpful Worm (engl. für „gutartiger Wurm“ oder „hilfreicher Wurm“). Reaper verbreitete sich ebenfalls durch das Netzwerk und nutzte dabei die gleichen Methoden wie Creeper. Der Wurm war aber darauf programmiert, Creeper zu finden und zu löschen. Reaper löschte sich nach einiger Zeit selbst.
Somit war der Reaper die erste Software, die zur Bekämpfung von Malware diente.

## Situation um 1970
Allgemein waren Computerwürmer und Computerviren um 1970 nicht mehr als theoretische Konzepte. Malware war praktisch nicht existent und nur in der Science-Fiction-Literatur ein Thema. Auch die Begriffe Wurm und Virus in Bezug auf Computerprogramme waren noch nicht gebräuchlich und etablierten sich erst Jahre später. Grundsätzlich wurden die Bezeichnungen durch den 1975 erschienenen Cyberpunk-Roman The Shockwave Rider von John Brunner erstmals verwendet. Zum gebräuchlichen Fachjargon wurden sie erst in den 1980er Jahren.
Creeper und Reaper gelten als erste Würmer überhaupt und blieben lange Zeit konkurrenzlos. In Fachkreisen war erst 1987 der Wurm XMAS EXEC wieder ein Thema, der das VNET kurzfristig komplett lahmlegte. Das noch junge Internet hatte erstmals Ende 1988 mit größeren Ausfällen durch einen Wurm zu kämpfen. Der damals dreiundzwanzigjährige Robert Tappan Morris legte versehentlich mit einem Programm, das als Morris bekannt wurde, etwa ein Zehntel der damals 60.000 Internethosts lahm. Zu massiven Störfällen durch Würmer, die teilweise globale Ausmaße annahmen und Schäden in Milliardenhöhe anrichteten, kam es dann vor allem im „Jahrzehnt der Würmer“, vom Jahr 2000 bis zum Jahr 2010. Das Internet etablierte sich in dieser Zeit als Massenmedium und bot Würmern wie Loveletter, Anna Kournikova, MyDoom oder Stuxnet völlig neue Möglichkeiten. Computerwürmer wurden in dieser Zeit auch der Allgemeinheit ein Begriff, da Berichte in den Mainstreammedien zur Routine wurden.

## Core War
Angeblich inspiriert vom Creeper-Experiment und dessen ungeahnten Folgen entstand einige Jahre später das Computerspiel Core War (Krieg der Kerne). Das Programmierspiel, bei dem zwei oder mehr Programme, die in einer simplen, assemblerartigen Sprache namens Redcode geschrieben sind, im selben Speicherraum gegeneinander antreten, kam dem Prinzip von Computerwürmern recht nah. In den nächsten zehn Jahren folgten Umsetzungen für zahlreiche Systeme.

## Wurm oder Virus
Creeper wird manchmal fälschlich als erster Computervirus aller Zeiten bezeichnet. Creeper und Reaper sind aber eindeutig Würmer und keine Viren. Laut etablierter Definition infiziert ein Virus Dateien, was auf Würmer nicht zutrifft. Creeper und Reaper waren eigenständige Programme und verbreiteten sich über das ARPANET von System zu System. Es handelt sich daher eindeutig um Netzwerkwürmer. Die Begriffe Wurm und Virus waren 1971 aber noch nicht in Gebrauch.
Als erster richtiger Computervirus, der sich unkontrolliert verbreitete, gilt Elk Cloner aus dem Jahr 1982 für Apple II-Computer. Zuvor gab es experimentelle Viren in kontrollierter Umgebung.